# Dr. Sin
Dr. Sin is een Braziliaanse hard rock- en heavymetalband.
De band is in 1992 opgericht door Edu Ardanuy en de broers Andria Busic en Ivan Busic.
In 1993 verscheen het debuutalbum Dr. Sin, waarop Alex Holzwarth (Sieges Even, Rhapsody of Fire) als sessiemuzikant meespeelt. Met deze bezetting werden de beide albums Brutal (1995) en Insinity (1997) opgenomen.
In het jaar 2000 voegt Michael Vescera (ex-Yngwie Malmsteen) zich als zanger bij de band en met hem verscheen Dr. Sin II. Mike Vescera verliet Dr. Sin in hetzelfde jaar weer, omdat zijn familie in de VS leeft en hij daardoor niet mee kon toeren. In 2005 verscheen het coveralbum Listen to the Doctors en in 2007 het met eigen nummers gevulde album Bravo.

## Discografie
- 1993: Dr. Sin
- 1995: Brutal
- 1996: Silent Scream (Japanese version of Brutal)
- 1997: Insinity
- 1998: Live In Brazil (Single released in Japan)
- 1999: Alive (Live CD)
- 2000: Dr. Sin II
- 2002: Shadows Of Light (American/European version of Dr. Sin II)
- 2003: 10 Anos Ao Vivo (Ten Years Live) (Live DVD and Double CD)
- 2005: Listen To The Doctors
- 2007: Bravo
- 2011: Animal
- 2015: Intactus
- 2019: Back Home Again